# Эдер, Йозеф
Йозеф Эдер (нем. Josef Eder, 2 мая 1942, Инсбрук, Тироль) — австрийский бобслеист, разгоняющий, выступавший за сборную Австрии в конце 1960-х — начале 1970-х годов. Участник двух зимних Олимпийских игр, серебряный призёр Гренобля.

## Биография
Йозеф Эдер родился 2 мая 1942 года в городе Инсбрук, земля Тироль. С ранних лет увлёкся спортом, позже заинтересовался бобслеем и прошёл отбор в национальную сборную Австрии, присоединившись к ней в качестве разгоняющего. Сразу стал показывать неплохие результаты, благодаря чему удостоился права защищать честь страны на Олимпийских играх 1968 года в Гренобле, там вместе с командой, куда также вошли пилот Эрвин Талер с разгоняющими Райнхольдом Дурнталером и Хербертом Грубером, смог подняться до второй позиции и получил за это серебряную медаль.
В 1972 году отправился соревноваться на Олимпийские игры в Саппоро, ставил перед собой самые высокие цели, однако в итоге оказался далеко от призовых мест, показав среди четвёрок лишь шестое время. Конкуренция в сборной сильно возросла, поэтому вскоре Йозеф Эдер принял решение завершить карьеру профессионального спортсмена, уступив место молодым австрийским бобслеистам.